# Aleixo de Abreu
Aleixo de Abreu (Alcazobas, 1568-Lisboa, 1630) fue un médico portugués.

## Biografía
Nació en 1568 en Alcazobas (Alentejo). Era maestro en artes por la Universidad de Évora y licenciado en medicina por la Universidad de Coímbra. Ejerció su profesión en Lisboa por un tiempo y pasó a Angola acompañando al gobernador João Furtado de Mendonça, donde permaneció nueve años hasta 1606. Llegó a ser médico de cámara de Felipe IV de España (III de Portugal). Escribió una obra en latín y castellano titulada Tratado de las siete enfermedades de la inflamacion universal del higado, zirbo, piloron y riñones, y de la obstrucion, de la satiriasi, y fievre maligna, y pasion hypocondriaca (Lisboa, Pedro Craesbeeck, 1623), dedicada a Antonio de Sotomayor, confesor real. Es el primer libro conocido sobre medicina tropical y contiene una de las descripciones más tempranas del escorbuto, al que llamó «mal de Luanda». Falleció en Lisboa en 1630.